# 1777 en droit
Cet article présente les faits marquants de l'année 1777 en droit.

## Événements
- Dernière exécution d’une sorcière (malefica) en Hongrie[1].

- 14 février : Marie-Thérèse ordonne le transfert de l’université de Nagyszombat à Buda, au palais royal. L’année universitaire y débute le 9 novembre[2]. L’Université compte 14 facultés, 32 professeurs, 423 étudiants.

- 15 novembre : le Congrès adopte les Articles de la Confédération (ratifiés en 1781)[3].

- 20 décembre : le sultan Mohammed III du Maroc annonce que tous les navires battant pavillon américain pourrait entrer librement dans les ports marocains, reconnaissant implicitement l'indépendance des Treize Colonies américaines[4].